# Champignon-algue
Phycomycètes
Ne doit pas être confondu avec les lichens, qui sont des associations entre un champignon et une algue.

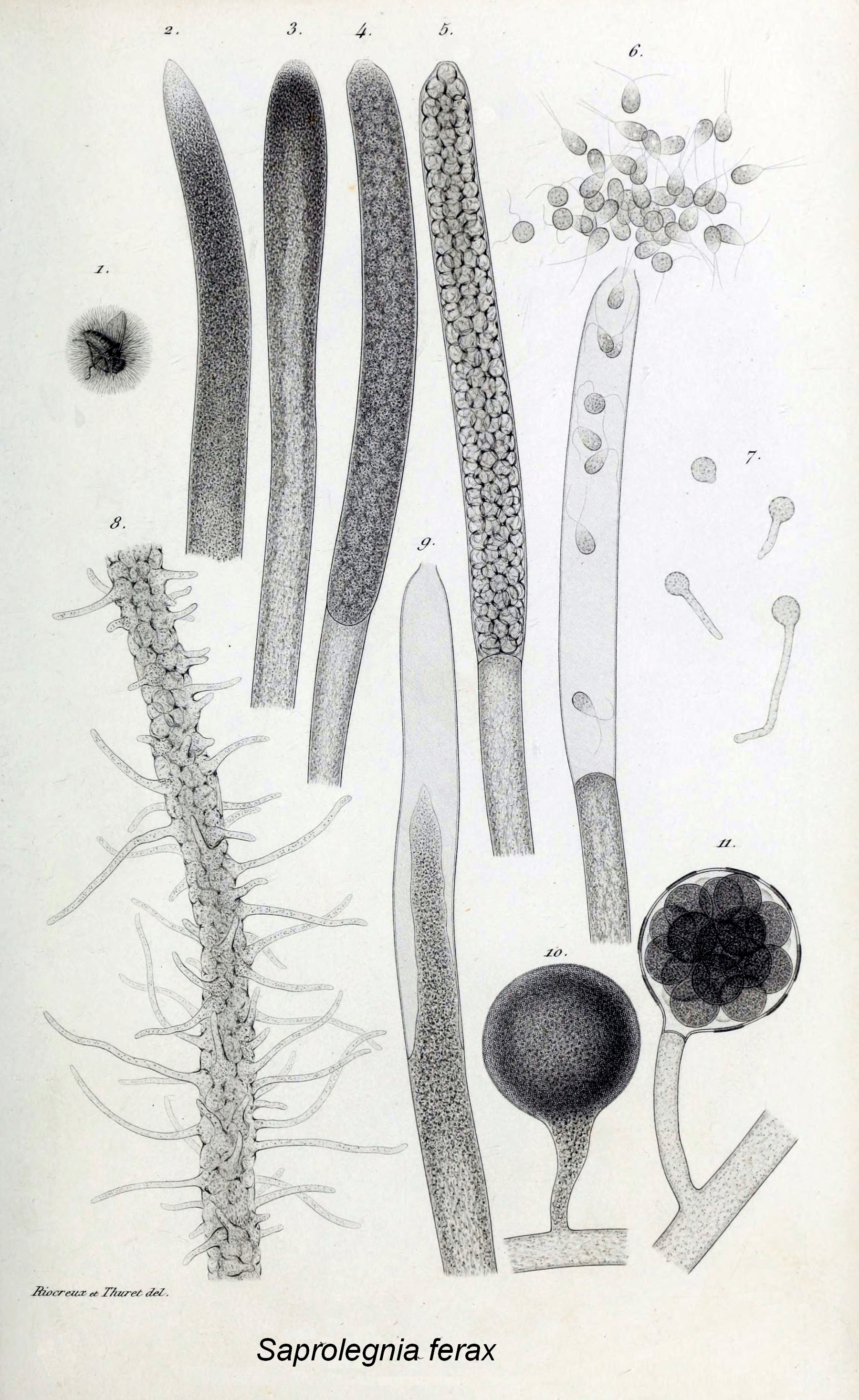
Illustration des structures du parasite Saprolegnia ferax.

Les « champignons-algues », ou Phycomycètes, sont des organismes de petite taille dont la systématique a longtemps fait débat. Ils montrent en effet des points communs avec les algues, notamment au niveau de leurs structures reproductrices, tout en ayant un mode de vie typiquement fongique, qui les rapproche des champignons.
Dans les classifications modernes, basées sur des critères phylogénétiques, ce regroupement n'a plus qu'une valeur descriptive et forme un ensemble polyphylétique dont l'usage est à proscrire. Certains de ses membres sont désormais classés parmi les Hétérocontes, un groupe de protistes qui comptent aussi de nombreuses algues, comme les Diatomées et les Algues brunes.

## Histoire
En 1858, le botaniste allemand Nathanael Pringsheim relève les affinités morphologiques des structures reproductrices de certains champignons « inférieurs », comme Saprolegnia, avec celles de l'algue jaune-verte Vaucheria. Le mycologue Anton de Bary crée en 1873 la classe des Phycomycetes (construit sur les racines grecques phyco, « algue », et myco, « champignon ») pour regrouper ces organismes. Selon sa théorie, ils auraient évolué à partir d'ancêtres de type algue en perdant leur chlorophylle et en changeant leur mode de nutrition pour adopter celui des champignons, l'absorbotrophie. Les opposants de cette hypothèse affirment que les ressemblances avec les algues proviennent au contraire de développements parallèles au sein de lignées distinctes. Malgré ces observations et des contestations précoces, les champignons-algues restent étudiés par les mycologues et sont classés dans le règne des Fungi, au même niveau que les Ascomycètes et les Basidiomycètes, jusque dans les années 1960.
Par la suite, plusieurs études mettent en évidence des différences fondamentales entre certains Phycomycètes et le reste du règne fongique : ils utilisent des voies métaboliques distinctes, et leurs parois cellulaires sont majoritairement constitués de cellulose, et non pas de chitine. Dans les années 1980, Thomas Cavalier-Smith reconnait que les principales lignées de Phycomycètes ne doivent plus être considérées comme des champignons, et il crée le groupe des Pseudofungi pour les différencier. Il classe ces organismes dans un nouveau règne, les Chromistes, qui rassemble également les Diatomées et les Algues brunes,. Cette séparation est entérinée quelques années plus tard par les premières analyses phylogénétiques moléculaires, qui démontrent que les champignons-algues n'entretiennent aucun lien évolutif en commun avec les champignons vrais,.

## Étendue et caractéristiques

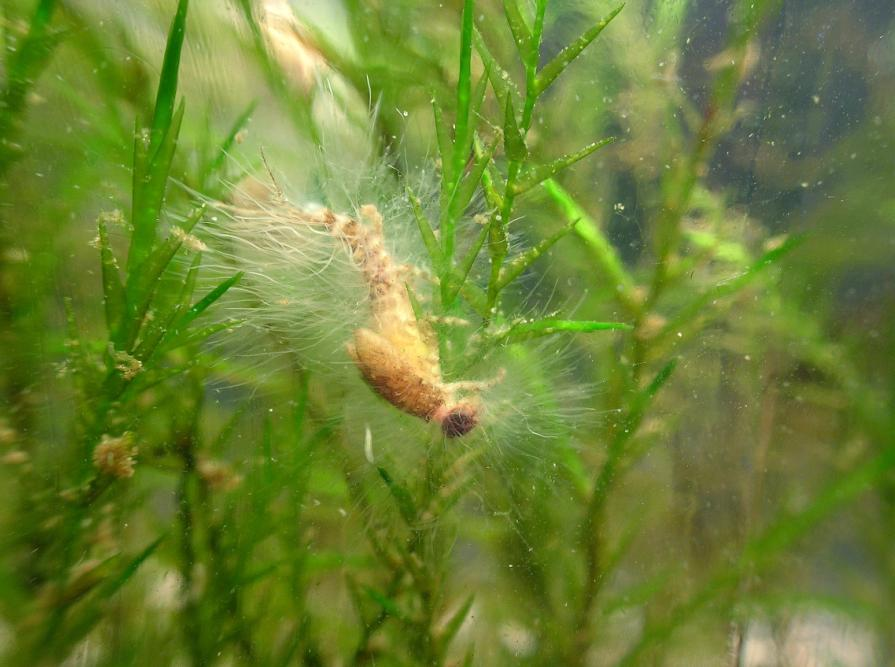
Moisissure d'eau sur une larve d'éphémère morte.

Les principaux traits distinctifs des Phycomycètes étaient le caractère cœnocytique de leur thalle, ainsi que leur multiplication asexuée à l'aide de spores flagellées, analogues aux gamètes des algues. Le groupe a eu des dimensions variables selon les auteurs, et a parfois été synonyme de « champignons inférieurs », par opposition aux « champignons supérieurs » formant des structures de reproduction multicellulaire (sporophores). Il rassemblait classiquement les Oomycètes, les Chytridiomycètes et les Hyphochytridiomycètes, et a pu englober également les Plasmodiophoromycètes, les Zygomycètes et les Trichomycètes.
Dans une définition plus restreinte, le terme « champignon-algue » peut s'appliquer aux groupes de champignons exclus du règne des Fungi et appartenant désormais aux Hétérocontes. Ils sont caractérisés par un mode de vie aquatique et une reproduction assurée par des cellules nageuses présentant deux flagelles distincts. Les principaux groupes sont les Oomycètes (700 espèces), les Hyphochytridiomycètes (20 espèces) et les Labyrinthulomycètes (anciennement rattachés aux Myxomycètes, 40 espèces).